# Charte de Vancouver

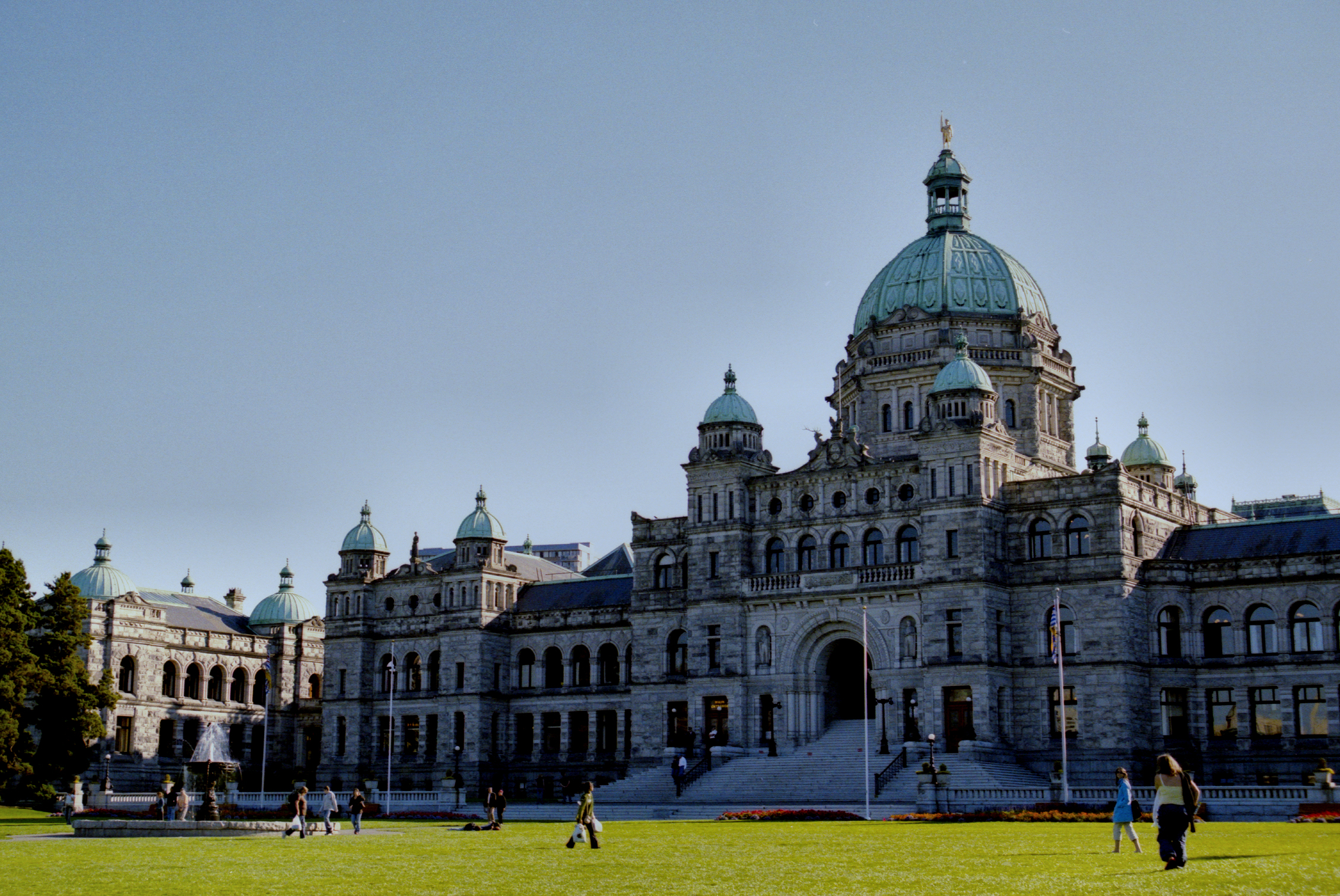
Palais de la législature de Vancouver

La charte de Vancouver (en anglais, Vancouver Charter) est un statut provincial unique servant à incorporer la Cité de Vancouver, en Colombie-Britannique, au Canada. La législation, votée en 1953, supplanta le Vancouver Incorporation Act et accorda davantage de pouvoirs variés à la cité qu'à ceux que possèdent les autres communautés régies par le Municipalities Act.

## Amendements olympiques
Le 12 janvier 2009, le maire de Vancouver, Gregor Robertson, demanda un amendement à la charte afin d'autoriser la cité à emprunter 458 millions de dollars canadiens pour financer l'achèvement du village olympique (en) à False Creek sans chercher l’accord des contribuables lors d'une journée de plébiscite. L'élu affirma que cela était dû à des circonstances extraordinaires. L'amendement fut accepté en 18 janvier 2009 durant une session d'urgence à l'Assemblée législative de la Colombie-Britannique,.